# Aeropuerto Migalovo
Aeruerto Migalovo (también conocido como Tver Migalovo, Kalinin) (IATA: KLD, ICAO: UUEM) es una base aérea en el óblast de Tver, Rusia, ubicada a 10 km al oeste de Tver. Es una gran base de transporte aéreo militar. Actualmente alberga toda la flota restante de Antonov An-22 de Rusia. Es una base Ilyushin Il-76, con algunos aviones Antonov An-12 almacenados.

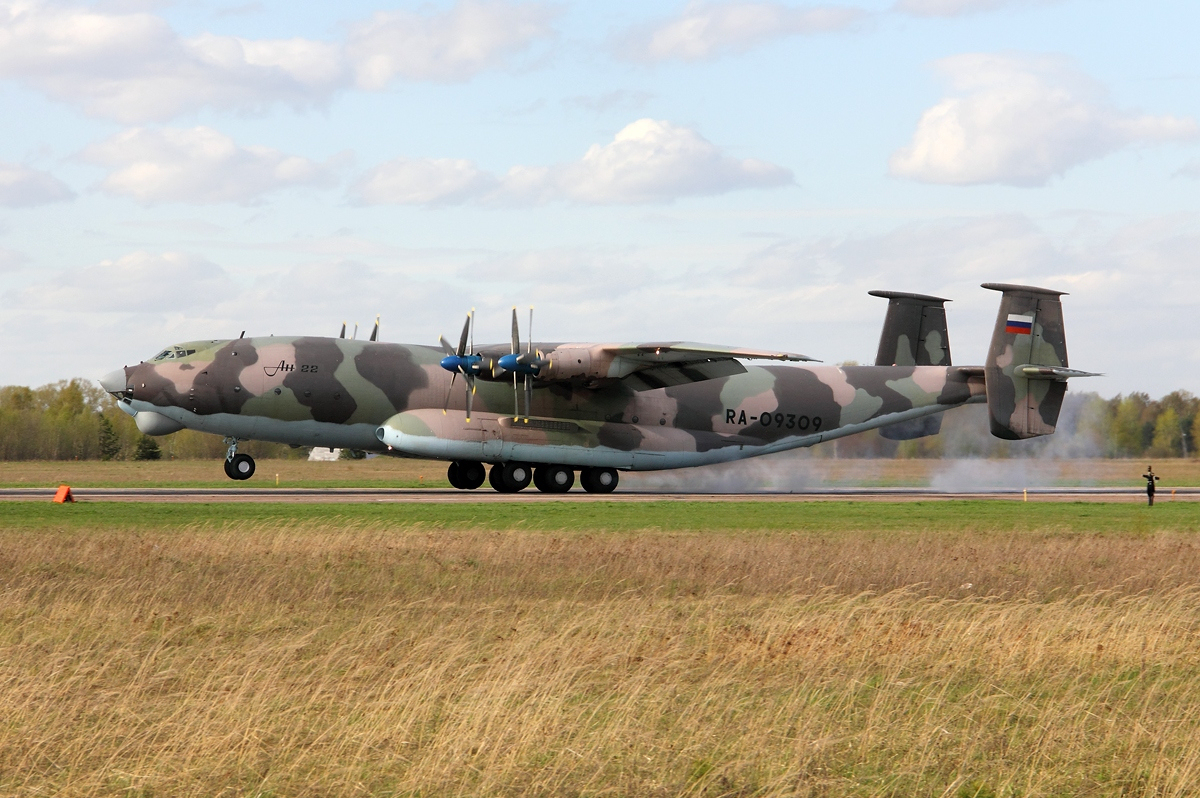
An-22AAeruerto Migalovo

Algunas de las unidades que hicieron de Migalovo su hogar fueron:
- Sede de la 12.ª División de Aviación de Transporte Militar (desde 1946, bajo el título 12.ª División de Aviación de Transporte)
- 8 VTAP (8º Regimiento de Aviación de Transporte Militar) volando An-12 y An-22
- 196 VTAP (196º Regimiento de Aviación de Transporte Militar) volando Il-76
- 224 LO VTA (224th Transport Aviation ~Detachment~) volando Il-76 y An-124
- 2 TSNII (2º Instituto Central de Investigaciones Científicas y Ensayos del Ministerio de Defensa)
- 274.º Regimiento de Aviación de Cazas-Bombarderos (274 APIB) volando Su-17C. Llegó de Kubinka en diciembre de 1974. Se disolvió en 1993 bajo la 9.ª División de Aviación de Cazas